# Doloclanes dexileon
Doloclanes dexileon är en nattsländeart som beskrevs av Schmid 1991. Doloclanes dexileon ingår i släktet Doloclanes och familjen stengömmenattsländor. Inga underarter finns listade i Catalogue of Life.